# Chaerephon bivittatus
Chaerephon bivittatus (Heuglin, 1861) è un pipistrello della famiglia dei Molossidi diffuso in Africa orientale e Africa meridionale.

## Descrizione

### Dimensioni
Pipistrello di medie dimensioni, con la lunghezza totale tra 106 e 129 mm, la lunghezza dell'avambraccio tra 46 e 51 mm, la lunghezza della coda tra 32 e 48 mm, la lunghezza del piede tra 9 e 13 mm, la lunghezza delle orecchie tra 15 e 22 mm e un peso fino a 32 g.

### Aspetto
La pelliccia è corta, soffice e densa. Le parti dorsali sono bruno-rossastre scure, bruno-grigiastre o bruno-nerastre, con file di piccole macchie biancastre sul capo, il collo e la schiena, mentre le parti ventrali sono marroni, talvolta brizzolate, con la gola molto più scura. Il muso non è estremamente appiattito, il labbro superiore è provvisto di 5-8 pieghe cutanee ben sviluppate e diverse setole spatolate. Le orecchie sono bruno-rossastre e unite anteriormente da una membrana a forma di V, alla base della quale nei maschi è presente una tasca da dove fuoriesce una cresta di corti peli scuri. Il trago è molto piccolo e nascosto dietro l'antitrago il quale è grande e rettangolare. Le membrane alari sono marroni scure. I piedi sono carnosi, con delle file di setole lungo i bordi esterni delle dita. La coda è lunga, tozza e si estende per più della metà oltre l'uropatagio. Il calcar è corto. Il cariotipo è 2n=48 FNa=54.

## Biologia

### Comportamento
Si rifugia in piccoli gruppi tra gli ammassi rocciosi ed occasionalmente in edifici

### Alimentazione
Si nutre di insetti.

### Riproduzione
Femmine gravide sono state osservate in ottobre e novembre.

## Distribuzione e habitat
Questa specie è diffusa in Etiopia centrale, Eritrea settentrionale, Sudan del Sud sud-orientale, Uganda orientale, Kenya, Tanzania, Zambia, Mozambico nord-occidentale e Zimbabwe.
Vive nelle savane alberate, incluse quelle miste di acacia e Commiphora e miombo. In parte del suo areale è presente anche in ambienti montani.

## Conservazione
La IUCN Red List, considerato il vasto areale e la popolazione presumibilmente numerosa, classifica C.bivittatus come specie a rischio minimo (Least Concern)).